# Дубляны (Самборский район)
Дубляны — посёлок в Новокалиновской городской общине Самборского района Львовской области Украины. Расположен в 15 км восточнее Самбора.

## История
По преданию название деревни происходит от дубовых лесов, которых на то время было много в этой местности. Первое письменное упоминание про Дубляны относится к 1432 года.
В 1895 году в результате неурожая в поселке умерло от голода 40 семей. Ещё страшнее голод ждал жителей села в 1902 году, когда в результате дождей урожай погиб на полях.

### В Польской Республике
1 сентября 1939 года германские войска напали на Польшу, началась Германо-польская война 1939 года.
17 сентября 1939 года Красная Армия Советского Союза вступила на территорию восточной Польши — Западной Украины, и 28 сентября 1939 года был подписан Договор о дружбе и границе между СССР и Германией.
27 октября 1939 года установлена Советская власть.

### В Советском Союзе
C 14 ноября 1939 года в составе Украинской Советской Социалистической Республики Союза Советских Социалистических Республик.
4 декабря 1939 года в Дрогобычской области (Указ Президиума Верховного совета СССР от 4 декабря 1939 года).
10 января 1940 года стал центром Дублянского района Дрогобычской области.
22 июня 1941 года германские войска напали на СССР, началась Великая Отечественная война 1941—1945 годов.
С августа 1941 года в Генерал-губернаторстве гитлеровской Германии.
В 1944 году посёлок оккупирован немецкими войсками. Весной 1944 года гитлеровцы привезли 20 человек заложников, которые были связаны по 5 человек колючей проволокой, и расстреляли их в центре села. В 1963 году на этом месте установлен обелиск. Село упоминается в Кресовой книге справедливых на с. 171.
В январе 1989 года численность населения составляла 2336 человек.

## Памятники и достопримечательности
- Церковь Богоявления Господня, построенная в 1870 г. — памятник архитектуры местного значения.